# Джордж Волш
Джордж Волш (англ. George Walsh; 16 березня 1889, Нью-Йорк — 13 червня 1981, Помона, Каліфорнія) — американський актор німого кіно, молодший брат Рауля Волша. З 1914 по 1936 рік знявся в 81 фільмі.
Навчався у Вищій школі торгівлі в Нью-Йорку, яку закінчив в 1911, брав участь в змаганнях з бейсболу, легкої атлетики. У різний час відвідував заняття в університетах Джорджтауна і Фордхема.
Планувався на роль Бен-Гура в фільмі «Бен-Гур: історія Христа», який почала знімати кінокомпанія Goldwyn Pictures в 1923 році. Однак в середині знімального процесу Д. Волш і режисер Чарльз Брабін були замінені Рамоном Новарро і режисером Фредом Нібло.
З 1916 по 1926 рік, Волш був одружений з актрисою Сіною Оуен і у них була дочка на ім'я Патриція. Він пережив свого брата Рауля на сім місяців і помер від пневмонії.

## Вибрана фільмографія
- 1915 — Народження нації / The Birth of a Nation — незначна роль
- 1916 — Нетерпимість / Intolerance — наречений із Кани
- 1919 — Ніколи не говори вийди / Never Say Quit — Реджинальд Джонс
- 1920 — Пливіть або потонемо / Sink or Swim — Дік Мейсон
- 1923 — Раб бажання / Slave of Desire — Рафаель Валентин
- 1933 — Хутір / The Bowery
- 1934 — Клеопатра / Cleopatra